# Mediothele
Genre
Mediothele est un genre d'araignées mygalomorphes de la famille des Hexathelidae.

## Distribution
Les espèces de ce genre sont endémiques du Chili.

## Liste des espèces
Selon World Spider Catalog (version 13.5, 2013) :
- Mediothele anae Ríos & Goloboff, 2012
- Mediothele australis Raven & Platnick, 1978
- Mediothele lagos Ríos & Goloboff, 2012
- Mediothele linares Ríos & Goloboff, 2012
- Mediothele minima Ríos & Goloboff, 2012
- Mediothele nahuelbuta Ríos & Goloboff, 2012

## Publication originale
- Raven & Platnick, 1978 : A new genus of the spider family Dipluridae from Chile (Araneae, Mygalomorphae). Journal of Arachnology, vol. 6, no 1, p. 73-77 (texte intégral).